# 타미이아속
타미이아속(tamijia屬, 학명: Tamijia 타미이아[*])은 생강과의 단형 아과인 타미이아아과(tamijia亞科, 학명: Tamijioideae 타미이오이데아이[*])에 속하는 유일한 족인 타미이아족(tamijia族, 학명: Tamijieae 타미이에아이[*])의 유일한 속이다. 속명은 일본의 생태학자인 이노우에 다미지(井上民二)의 이름을 따 만들었다.

## 하위 분류
- T. erectifolia Meekiong
- T. flagellaris S.Sakai & Nagam.